# Elastografia
L'elastografia és qualsevol d'una classe de modalitats d'imatge mèdica que mapegen les propietats elàstiques i la rigidesa dels teixits tous. La idea principal és que si el teixit és dur o tou donarà informació diagnòstica sobre la presència o l'estat de la malaltia. Per exemple, els tumors cancerosos sovint seran més durs que el teixit circumdant, i els fetges malalts són més rígids que els sans.
Les tècniques més destacades utilitzen ultrasons (elastografia per ecografia) o imatges per ressonància magnètica (elastografia per ressonància magnètica) per fer tant el mapa de rigidesa com una imatge anatòmica per a la comparació.

## Aplicacions

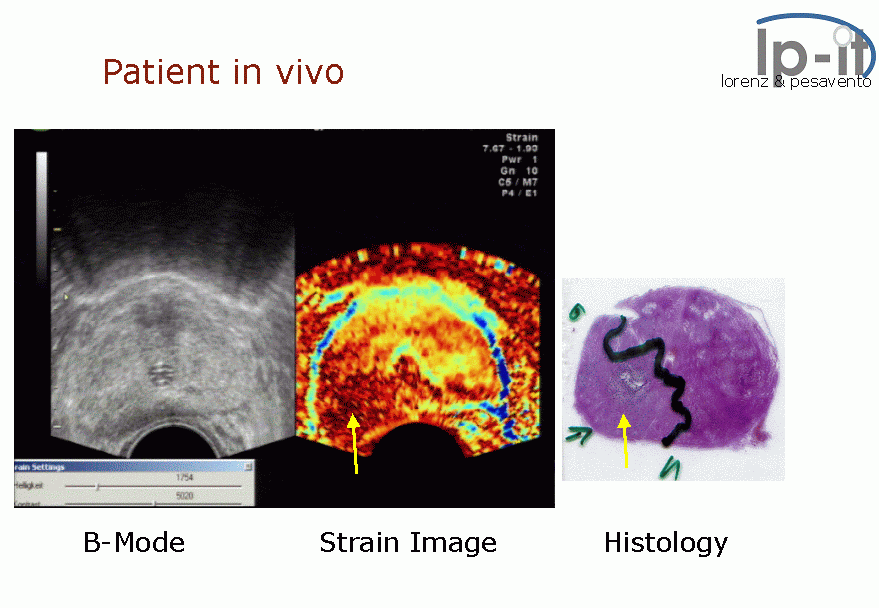
Tot i que no és visible a l'ecografia convencional en escala de grisos (esquerra), una imatge d'elastografia de tensió (centre) de la glàndula pròstata detecta un càncer (zona vermella fosca a la part inferior esquerra). La troballa es confirma per la histologia.

L'elastografia s'utilitza per a la investigació de moltes malalties en molts òrgans. Es pot utilitzar per obtenir informació diagnòstica addicional en comparació amb una mera imatge anatòmica, i pot servir per guiar les biòpsies o, cada cop més, substituir-les completament. Les biòpsies són invasives i doloroses, presentant un risc d'hemorràgia o infecció, mentre que l'elastografia és completament no invasiva.
L'elastografia s'utilitza per investigar malalties del fetge. La rigidesa hepàtica sol ser indicativa de fibrosi o esteatosi (malaltia del fetge gras), que al seu torn són indicatives de nombroses malalties, incloses la cirrosi i l'hepatitis. L'elastografia és especialment avantatjosa en aquest cas perquè quan la fibrosi és difusa (escampada en grups en lloc de cicatrius contínues), una biòpsia pot perdre fàcilment el mostreig del teixit malalt, que resulta en un fals diagnòstic negatiu.

Una modalitat és l'elastografia de transició (Fibroscan), que no obté una imatge sinó un valor quantitatiu en quilopascals (kPa). Per elastografia hepàtica, s'estableixen:
- F0 a F1 és normal, la qual cosa significa que hi ha poca o cap cicatriu al fetge.
- F2 significa que hi ha cicatrius moderades.
- F3 significa que hi ha cicatrius greus.
- F4 significa que hi ha cirrosi (cicatrius molt greus).

Naturalment, l'elastografia s'utilitza per a òrgans i malalties on la palpació manual ja estava molt estesa. L'elastografia s'utilitza per a la detecció i el diagnòstic de càncer de mama, tiroide i pròstata. Alguns tipus d'elastografia també són adequats per a la imatge musculoesquelètica i poden determinar les propietats mecàniques i l'estat dels músculs i tendons.
Com que l'elastografia no té les mateixes limitacions que la palpació manual, s'està investigant en algunes zones per a les quals no hi ha antecedents de diagnòstic amb palpació manual. Per exemple, l'elastografia per ressonància magnètica és capaç d'avaluar la rigidesa del cervell, i hi ha un cos creixent de literatura científica sobre elastografia en cervells sans i malalts.
S'han publicat informes preliminars sobre l'elastografia utilitzada en ronyons trasplantats per avaluar la fibrosi cortical que mostren resultats prometedors.

## Antecedents històrics

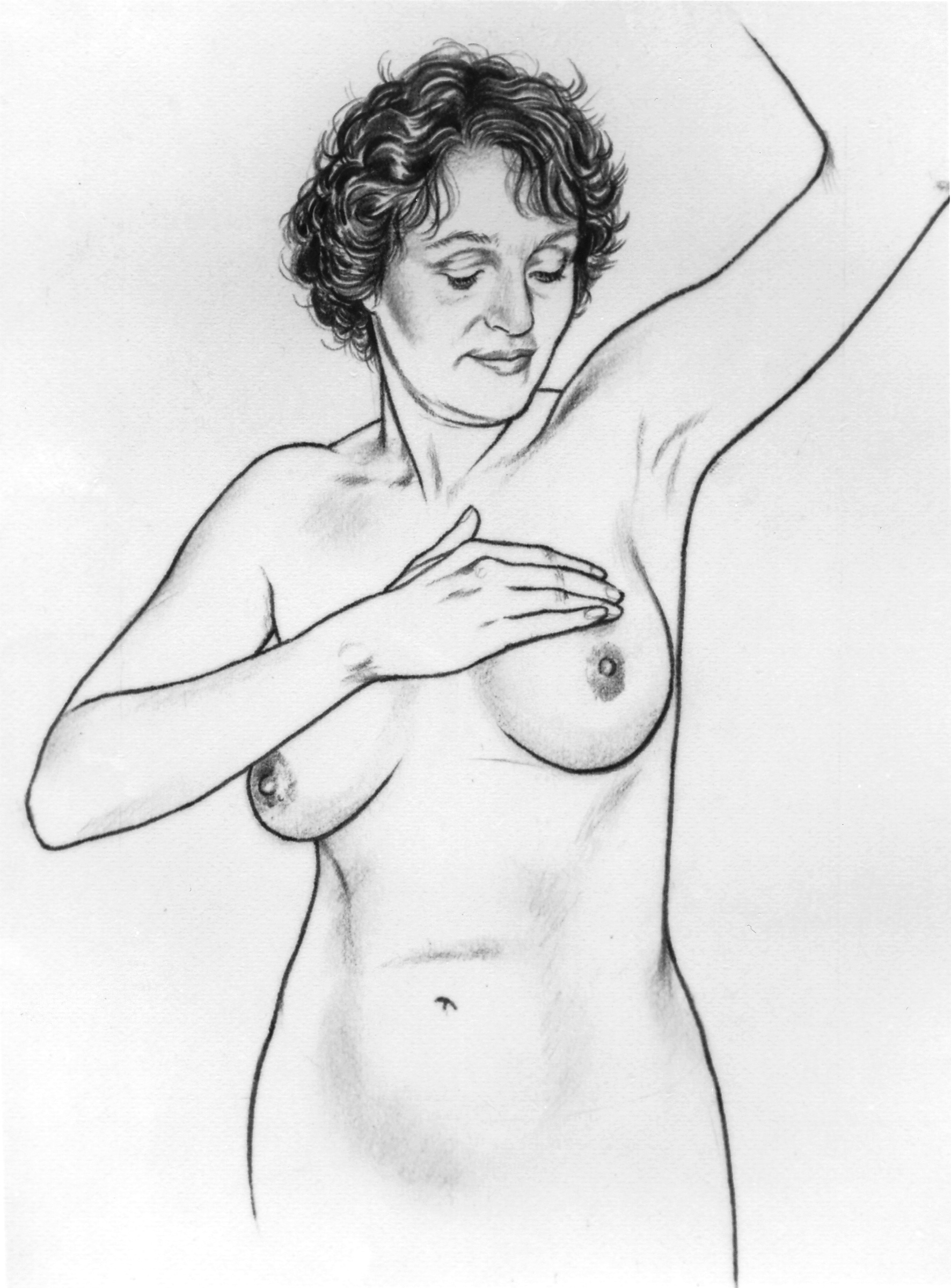
La palpació s'ha utilitzat durant molt de temps per detectar malalties. En un autoexamen de mama, les dones busquen grumolls durs, ja que el càncer sol ser més rígid que el teixit sa.

La palpació és la pràctica de sentir la rigidesa dels teixits d'un pacient amb les mans del metge. La palpació manual es remunta almenys al 1500 aC, amb el papir egipci Ebers i el papir Edwin Smith donant instruccions sobre el diagnòstic amb la palpació. A l'antiga Grècia, Hipòcrates va donar instruccions sobre moltes formes de diagnòstic mitjançant la palpació, inclosa la palpació de pits, ferides, intestins, úlceres, úter, pell i tumors. Al món occidental modern, la palpació es va considerar un mètode de diagnòstic respectable als anys trenta. Des de llavors, la pràctica de la palpació s'ha generalitzat, i es considera un mètode eficaç per detectar tumors i altres patologies.
La palpació manual, però, té diverses limitacions importants: es limita als teixits accessibles a la mà del metge, està distorsionada per qualsevol teixit intervingut i és qualitativa però no quantitativa. L'elastografia, la mesura de la rigidesa dels teixits, pretén abordar aquests reptes.

## Com funciona
Hi ha nombroses tècniques elastogràfiques, en fases de desenvolupament, des de la investigació primerenca fins a una àmplia aplicació clínica. Cadascuna d'aquestes tècniques funciona d'una manera diferent. El que tots els mètodes tenen en comú és que creen una distorsió en el teixit, observen i processen la resposta del teixit per inferir les propietats mecàniques del teixit i després mostren els resultats a l'operador, normalment com a imatge. Cada mètode elastogràfic es caracteritza per la manera com fa cadascuna d'aquestes coses.

### Inducció de distorsió
Per imaginar les propietats mecàniques del teixit, hem de veure com es comporta quan es deforma. Hi ha tres maneres principals d'induir una distorsió per a poder-la observar. Aquests són:
- Empènyer/deformar o fer vibrar la superfície del cos (pell) o òrgan (pròstata) amb una sonda o una eina,
- Utilitzar imatges d' impuls de força de radiació acústica utilitzant ultrasons per crear de forma remota una "empenta" dins del teixit i
- Utilitzant distorsions creades per processos fisiològics normals, per exemple, pols o batecs cardíacs

### Observació de la resposta
La manera principal de classificar les tècniques elastogràfiques és per quina modalitat (tipus) d'imatge utilitzen per observar la resposta. Les tècniques elastogràfiques utilitzen ultrasons, ressonància magnètica (MRI) i sensors de pressió/estrès en imatges tàctils (TI) mitjançant sensors tàctils. També hi ha un grapat d'altres mètodes.
L'observació de la resposta dels teixits pot adoptar moltes formes. Pel que fa a la imatge obtinguda, pot ser 1-D (és a dir, una línia), 2-D (un pla), 3-D (un volum) o 0-D (un sol valor), i pot ser un vídeo o una sola imatge. En la majoria dels casos, el resultat es mostra a l'operador juntament amb una imatge convencional del teixit, que mostra on del teixit es produeixen els diferents valors de rigidesa.

### Tramitació i presentació
Un cop observada la resposta, es pot calcular la rigidesa a partir d'ella. La majoria de les tècniques d'elastografia troben la rigidesa del teixit basant-se en un dels dos principis principals:
- Per a una força aplicada determinada (estrès), el teixit més rígid es deforma (deformació) menys que el teixit més tou.
- Les ones mecàniques (específicament les ones de cisallament) viatgen més ràpidament a través del teixit més rígid que a través del teixit més tou.

Algunes tècniques simplement mostraran la distorsió i/o resposta, o la velocitat de l'ona a l'operador, mentre que altres calcularan la rigidesa (específicament el mòdul de Young o un mòdul de cisallament similar) i ho mostraran. Algunes tècniques presenten resultats quantitativament, mentre que altres només presenten resultats qualitatius (relatius).

## Elastografia per ultrasons
Hi ha moltes tècniques elastogràfiques per ultrasons. Els més destacats es destaquen a continuació.

### Elastografia quasistàtica / imatge de tensió

Elastografia de compressió manual (quasiestàtica) del carcinoma ductal invasiu, un càncer de mama.

L'elastografia quasistàtica (de vegades anomenada simplement "elastografia" per raons històriques) és una de les primeres tècniques d'elastografia. En aquesta tècnica, s'aplica una compressió externa al teixit i es comparen les imatges d'ecografia abans i després de la compressió. Les zones de la imatge que estan menys deformades són les que són més rígides, mentre que les zones més deformades són les menys rígides. En general, el que es mostra a l'operador és una imatge de les distorsions relatives (deformacions), que sovint és d'utilitat clínica.
Tanmateix, a partir de la imatge de distorsió relativa, sovint es desitja fer un mapa quantitatiu de rigidesa. Per fer-ho, cal que es facin suposicions sobre la naturalesa del teixit tou que s'imatge i sobre el teixit fora de la imatge. A més, sota compressió, els objectes poden entrar o sortir de la imatge o al voltant de la imatge, causant problemes d'interpretació. Un altre límit d'aquesta tècnica és que, com la palpació manual, té dificultats amb òrgans o teixits que no estan a prop de la superfície o que es comprimeixen fàcilment.

### Imatge d'elasticitat d'ona de cisallament (SWEI)
En la imatge d'elasticitat d'ona de cisallament (SWEI), similar a l'ARFI, una "empenta" s'indueix profundament al teixit per la força de radiació acústica. La pertorbació creada per aquesta empenta viatja lateralment a través del teixit com una ona de cisallament. Mitjançant l'ús d'una modalitat d'imatge com l'ecografia o la ressonància magnètica per veure la rapidesa amb què l'ona arriba a diferents posicions laterals, es dedueix la rigidesa del teixit intervingut. Com que els termes "imatge d'elasticitat" i "elastografia" són sinònims, el terme original SWEI que denota la tecnologia per al mapeig d'elasticitat mitjançant ones de cisallament sovint es substitueix per SWE. La diferència principal entre SWEI i ARFI és que SWEI es basa en l'ús d'ones de cisallament que es propaguen lateralment des de l'eix del feix i creant un mapa d'elasticitat mesurant els paràmetres de propagació de les ones de cisallament, mentre que ARFI obté informació d'elasticitat de l'eix del feix d'empenta i utilitza múltiples empentes. per crear un mapa de rigidesa en 2D. No hi ha ones de cisallament en ARFI i no hi ha cap avaluació de l'elasticitat axial implicada en SWEI. SWEI s'implementa en imatges de cisallament supersònica (SSI).

### Imatge de cisallament supersònica (SSI)

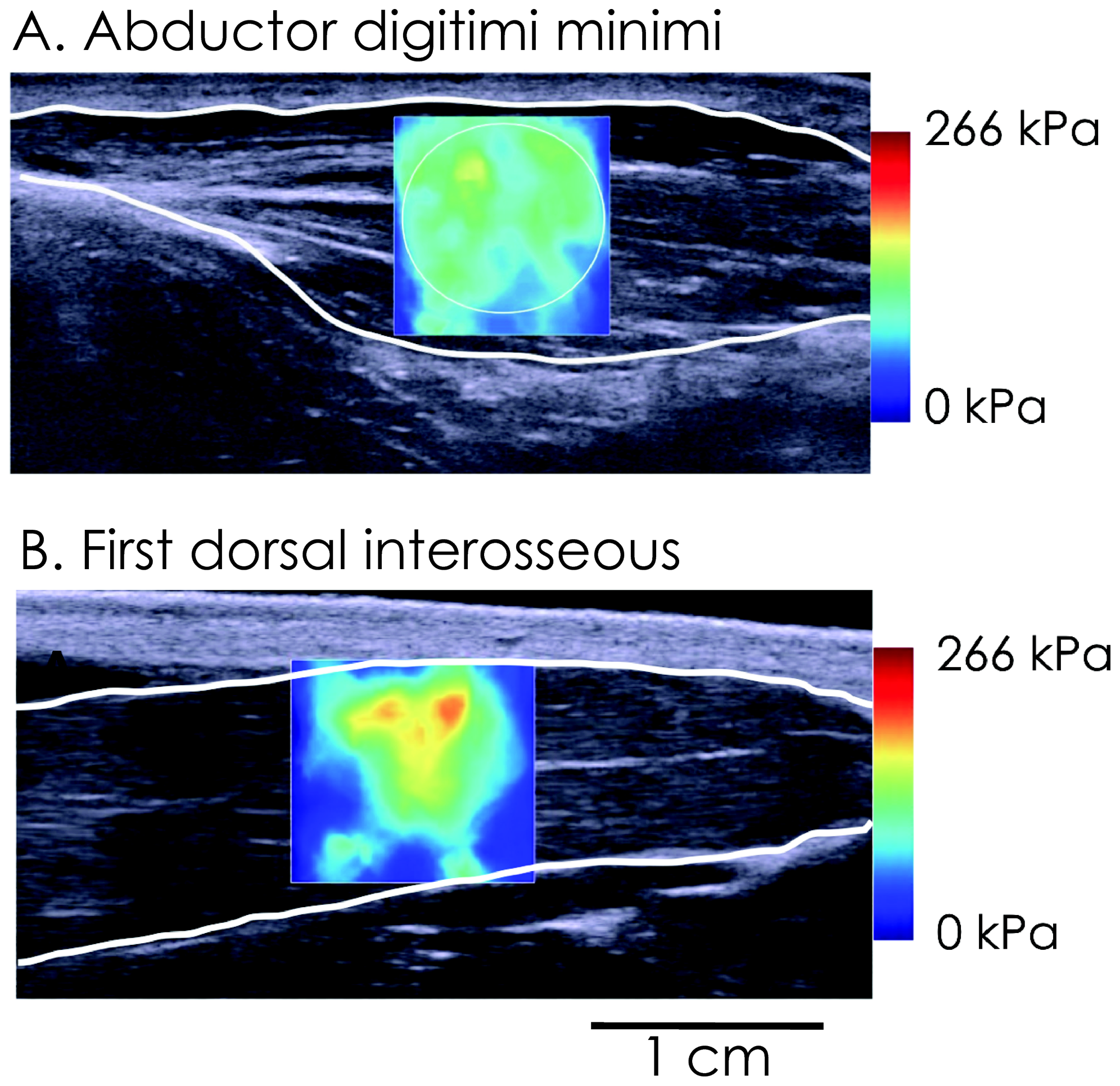
Imatge de cisallament supersònica de la rigidesa durant la contracció dels músculs de la mà abductor digiti minimi (A) i primer interossis dorsal (B). L'escala està en kPa de mòdul de cisallament.

La imatge de cisallament supersònica (SSI) ofereix un mapa bidimensional quantitatiu en temps real de la rigidesa dels teixits. SSI es basa en SWEI: utilitza la força de radiació acústica per induir una "empenta" dins del teixit d'interès generant ones de cisallament i la rigidesa del teixit es calcula a partir de la rapidesa amb què l'ona de cisallament resultant viatja a través del teixit. Els mapes de velocitat local del teixit s'obtenen amb una tècnica de seguiment de speckle convencional i proporcionen una pel·lícula completa de la propagació de l'ona de cisallament a través del teixit. Hi ha dues innovacions principals implementades a SSI. En primer lloc, utilitzant moltes empentes gairebé simultànies, SSI crea una font d'ones de cisallament que es mou a través del medi a una velocitat supersònica. En segon lloc, l'ona de cisallament generada es visualitza mitjançant la tècnica d'imatge ultraràpida. Utilitzant algorismes d'inversió, l'elasticitat de cisallament del medi es mapeja quantitativament a partir de la pel·lícula de propagació de l'ona. SSI és la primera tecnologia d'imatge ultrasònica capaç d'arribar a més de 10.000 fotogrames per segon d'òrgans profunds. SSI proporciona un conjunt de paràmetres quantitatius i in vivo que descriuen les propietats mecàniques del teixit: mòdul de Young, viscositat, anisotropia.

Aquest enfocament va demostrar beneficis clínics en imatges de mama, tiroides, fetge, pròstata i músculs esquelètics. SSI s'utilitza per a l'examen de mama amb una sèrie de transductors lineals d'alta resolució. Un gran estudi multicèntric d'imatge mamària ha demostrat tant la reproductibilitat com la millora significativa en la classificació de les lesions mamàries quan s'afegeixen imatges d'elastografia d'ona de cisallament a la interpretació d'imatges d'ecografia estàndard en mode B i en mode Color.

Mapes de propagació d'ones de cisallament obtinguts mitjançant la tècnica VCTE d'elastografia transitòria en un fetge normal (superior) i un fetge cirròtic (inferior). La rigidesa hepàtica és significativament més alta en el fetge cirròtic.

### Elastografia transitòria
L'elastografia transitòria proporciona una imatge quantitativa unidimensional (és a dir, una línia) de la rigidesa del teixit. Funciona fent vibrar la pell amb un motor per crear una distorsió passatgera en el teixit (una ona de cisallament) i imaginant el moviment d'aquesta distorsió a mesura que s'endinsa més en el cos mitjançant un feix d'ultrasons 1D. A continuació, mostra una línia quantitativa de dades de rigidesa del teixit (el mòdul de Young). Aquesta tècnica l'utilitza principalment el sistema Fibroscan, que s'utilitza per a l'avaluació del fetge, per exemple, per diagnosticar la cirrosi.
L'elastografia transitòria es va anomenar inicialment elastografia de pols resolt en el temps quan es va introduir a finals de la dècada de 1990. La tècnica es basa en una vibració mecànica transitòria que s'utilitza per induir una ona de cisallament al teixit. Es fa un seguiment de la propagació de l'ona de cisallament mitjançant ultrasons per tal d'avaluar la velocitat de l'ona de cisallament a partir de la qual es dedueix el mòdul de Young sota hipòtesi d'homogeneïtat, isotropia i elasticitat pura (E=3ρV²). Un avantatge important de l'elastografia transitòria en comparació amb les tècniques d'elastografia harmònica és la separació de les ones de cisallament i les ones de compressió. La tècnica es pot implementar en 1D i 2D que va requerir el desenvolupament d'un escàner d'ecografia ultraràpida. S'ha desenvolupat una implementació específica d'elastografia transitòria 1D anomenada VCTE per avaluar la rigidesa hepàtica mitjana que es correlaciona amb la fibrosi hepàtica avaluada per biòpsia hepàtica. Aquesta tècnica s'implementa en un dispositiu que també pot avaluar el paràmetre d'atenuació controlada (CAP) que és un bon marcador substitut de l'esteatosi hepàtica.

## Elastografia per ressonància magnètica (MRE)

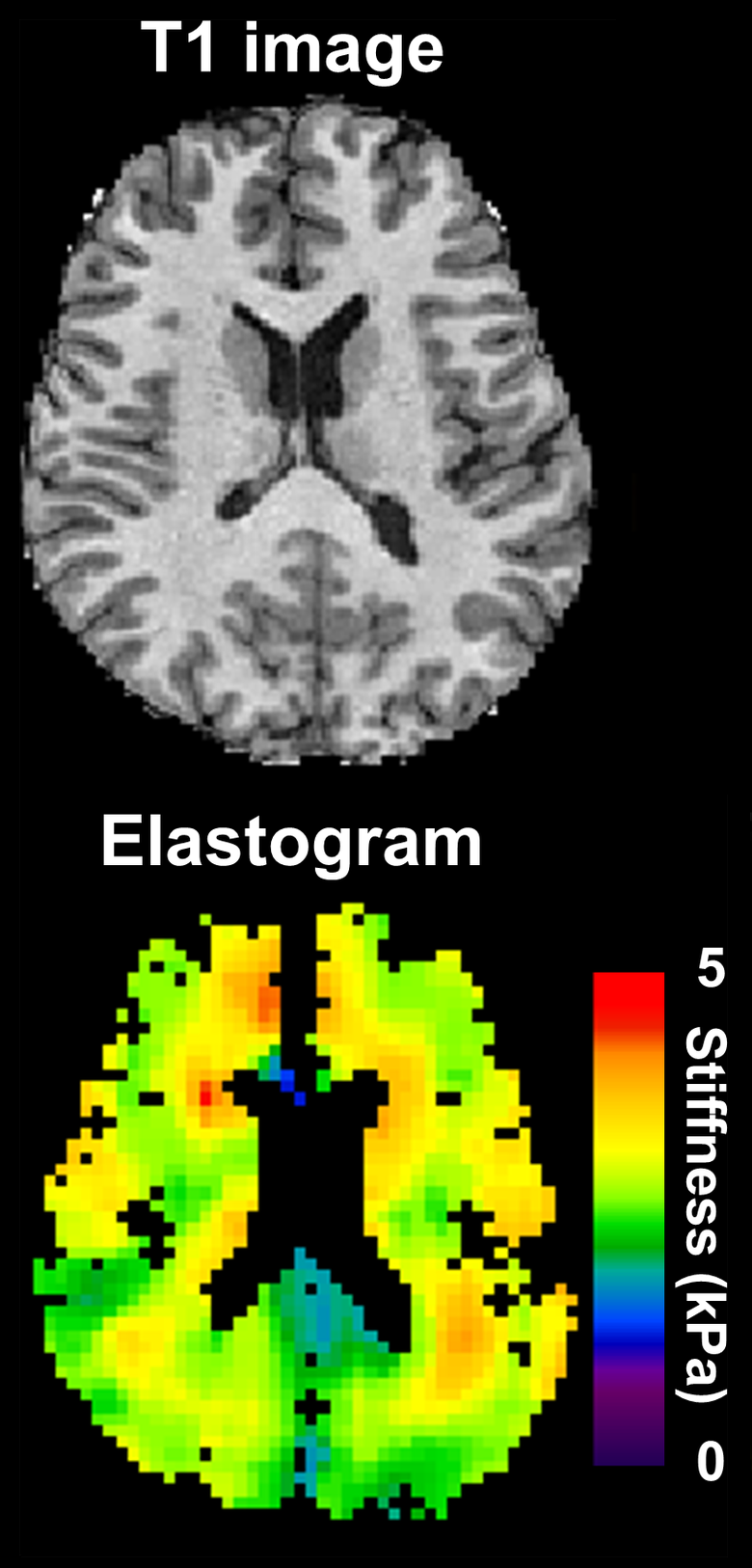
Una imatge anatòmica de ressonància magnètica d'un cervell (a dalt) i un elastograma MRE del mateix cervell (a baix). La rigidesa és en kPa de mòdul de cisallament.

L'elastografia per ressonància magnètica (MRE) es va introduir a mitjans de la dècada de 1990 i s'han investigat múltiples aplicacions clíniques. En MRE, s'utilitza un vibrador mecànic a la superfície del cos del pacient; això crea ones de cisallament que viatgen als teixits més profunds del pacient. S'utilitza una seqüència d'adquisició d'imatges que mesura la velocitat de les ones, i aquesta s'utilitza per inferir la rigidesa del teixit (el mòdul de cisallament). El resultat d'una exploració MRE és un mapa quantitatiu en 3D de la rigidesa del teixit, així com una imatge de MRI en 3D convencional.
Un dels punts forts de l'MRE és el mapa d'elasticitat 3D resultant, que pot cobrir tot un òrgan. Com que la ressonància magnètica no està limitada per l'aire o l'os, pot accedir a alguns teixits que l'ecografia no pot, sobretot el cervell. També té l'avantatge de ser més uniforme entre els operadors i de dependre menys de l'habilitat de l'operador que la majoria dels mètodes d'elastografia per ultrasons.
L'elastografia MR ha fet avenços significatius durant els últims anys amb temps d'adquisició de fins a un minut o menys i s'ha utilitzat en una varietat d'aplicacions mèdiques, inclosa la investigació de cardiologia sobre cors humans vius. El curt temps d'adquisició de l'elastografia RM també la fa competitiva amb altres tècniques d'elastografia.

## Altres tècniques
Aquests inclouen elastografia amb tomografia de coherència òptica (és a dir, llum).
La imatge tàctil consisteix a traduir els resultats d'un "tacte" digital a una imatge. S'han explorat molts principis físics per a la realització de sensors tàctils : principis resistius, inductius, capacitius, optoelèctrics, magnètics, piezoelèctrics i electroacústics, en una varietat de configuracions.

## Estudis de població
A l'estudi Children of the 90s de la Universitat de Bristol, el 2,5% de les 4.000 persones nascudes el 1991 i el 1992 es va trobar mitjançant ecografia als 18 anys que tenien una malaltia hepàtica grasa no alcohòlica; cinc anys més tard, l'elastografia transitòria va trobar que més del 20% presentava dipòsits de greix al fetge d'esteatosi, cosa que indicava una malaltia hepàtica grasa no alcohòlica; la meitat d'aquests van ser classificats com a greus. Les exploracions també van trobar que el 2,4% tenia cicatrius hepàtiques de fibrosi, que pot provocar cirrosi.